# Сайпресс-Лейк (Флорида)
Сайпресс-Лейк (англ. Cypress Lake) — статистически обособленная местность, расположенная в округе Ли (штат Флорида, США) с населением в 12 072 человека по статистическим данным переписи 2000 года.

## География
По данным Бюро переписи населения США, статистически обособленная местность Сайпресс-Лейк имеет общую площадь в 10,36 квадратных километров, водных ресурсов в черте населённого пункта не имеется.
Статистически обособленная местность Сайпресс-Лейк расположена на высоте 1 м над уровнем моря.

## Демография
| Год переписи        | Нас.  |  | %±    |
| ------------------- | ----- |  | ----- |
| 1980                | 8721  |  | —     |
| 1990                | 10491 |  | 20,3% |
| 2000                | 12072 |  | 15,1% |
| 1980–2000 Источник: |       |  |       |

По данным переписи населения 2000 года, в Сайпресс-Лейк проживало 12 072 человека, 3548 семей, насчитывалось 6348 домашних хозяйств и 7994 жилых дома. Средняя плотность населения составляла около 1165,25 человека на один квадратный километр. Расовый состав населённого пункта распределился следующим образом: 96,66 % белых, 1,04 % — чёрных или афроамериканцев, 0,12 % — коренных американцев, 0,62 % — азиатов, 0,03 % — выходцев с тихоокеанских островов, 0,97 % — представителей смешанных рас, 0,55 % — других народностей. Испаноговорящие составили 3,62 % от всех жителей статистически обособленной местности.
Из 6348 домашних хозяйств в 12,8 % воспитывали детей в возрасте до 18 лет, 47,1 % представляли собой совместно проживающие супружеские пары, в 6,7 % семей женщины проживали без мужей, 44,1 % не имели семей. 38,2 % от общего числа семей на момент переписи жили самостоятельно, при этом 21,1 % составили одинокие пожилые люди в возрасте 65 лет и старше. Средний размер домашнего хозяйства составил 1,89 человек, а средний размер семьи — 2,42 человек.
Население статистически обособленной местности по возрастному диапазону по данным переписи 2000 года распределилось следующим образом: 11,7 % — жители младше 18 лет, 4,3 % — между 18 и 24 годами, 19,5 % — от 25 до 44 лет, 25,3 % — от 45 до 64 лет и 39,2 % — в возрасте 65 лет и старше. Средний возраст жителей составил 57 лет. На каждые 100 женщин в Сайпресс-Лейк приходилось 82,3 мужчин, при этом на каждые сто женщин 18 лет и старше приходилось 78,8 мужчин также старше 18 лет.
Средний доход на одно домашнее хозяйство статистически обособленной местности составил 35 405 долларов США, а средний доход на одну семью — 45 605 долларов. При этом мужчины имели средний доход в 31 663 доллара США в год против 25 958 долларов среднегодового дохода у женщин. Доход на душу населения статистически обособленной местности составил 35 405 долларов в год. 4,4 % от всего числа семей в населённом пункте и 7,2 % от всей численности населения находилось на момент переписи населения за чертой бедности, при этом 12,1 % из них были моложе 18 лет и 5,0 % — в возрасте 65 лет и старше.